# Georges Clemenceau

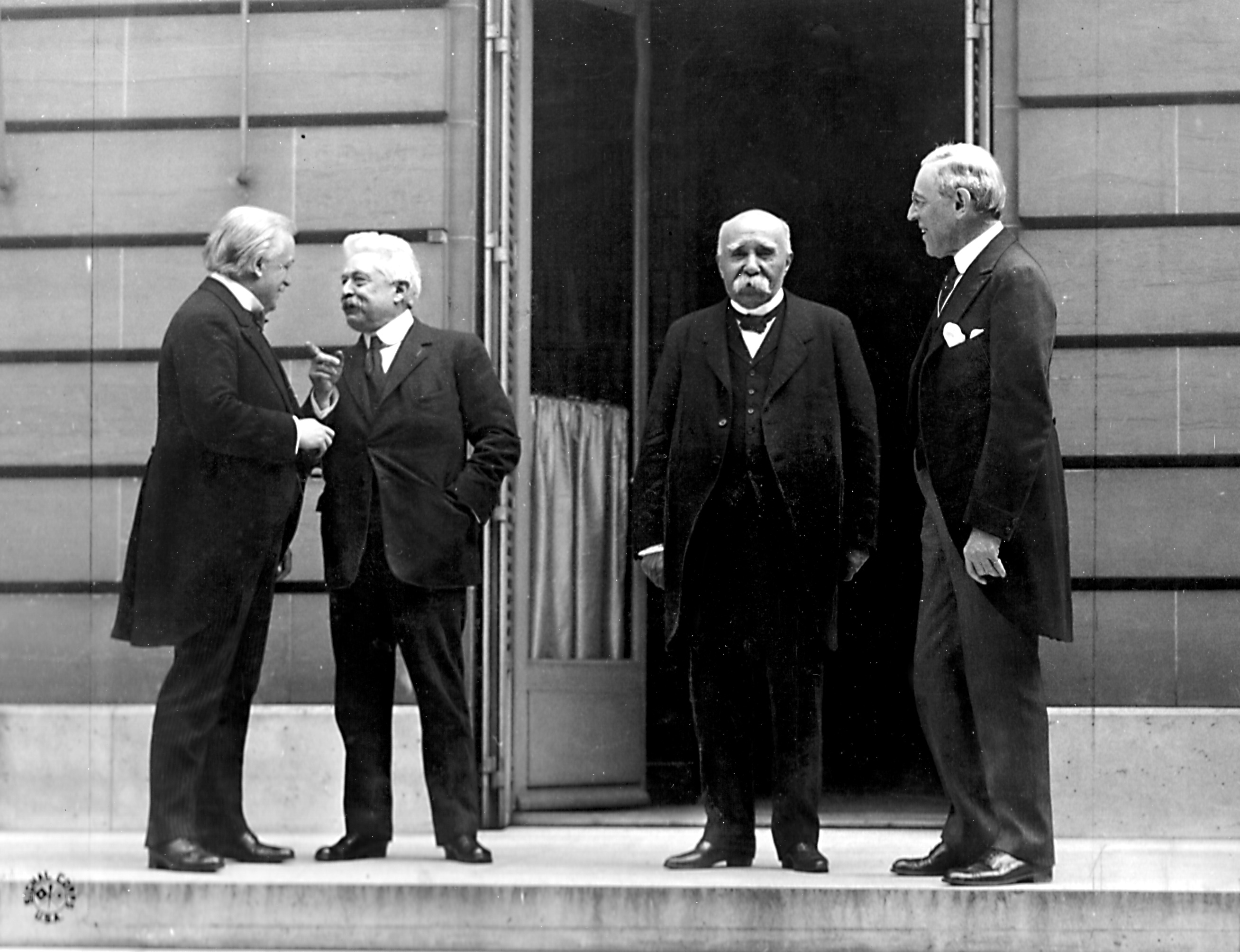
"De fyra stora" under fredskonferensen i Versailles, 1919. Från vänster: David Lloyd George, Vittorio Emanuele Orlando, Georges Clemenceau och Woodrow Wilson.

Georges Clemenceau, född 28 september 1841 i Mouilleron-en-Pareds i Vendée, död 24 november 1929 i Paris, var en fransk politiker samt konseljpresident 1906–1909 och 1917–1920.

## Biografi
Clemenceau, vars far var läkare i Nantes, ägnade sig först åt medicinska studier i Paris. Medicinska fakulteten var vid den tiden en knutpunkt för radikala republikanska och antireligiösa studenter, där Clemenceau snart engagerade sig. Han grundade en liten veckotidning, i vilken han fick medarbetare som Jules Méline och Émile Zola, och blev på grund av en artikel dömd till 17 dagars fängelse. 1865 blev han medicine doktor, och företog därefter en resa till England under vilken ha översatte John Stuart Mill till franska och träffade Herbert Spencer. Han begav sig därefter till USA, där han en tid var lärare i franska och gifte sig. 1870 återvände han till Paris och etablerade sig som läkare i Montmartre, där han utsåg till mär 1870.

### De första 40 åren som politiker
Han valdes 1870 till medlem nationalförsamlingen, som under den tyska invasionen sammanträffade i Bordeaux, och anslöt sig där till de liberala. Han var en ivrig patriot och röstade för krigets fortsättande in i de sista. Clemenceau röstade mot fredspreliminärerna och protesterade mot avträdandet av Elsass-Lothringen. Under Pariskommunen försökte han i likhet med övriga märer i Paris medla mellan den lagliga regeringen i Versailles och kommunens centralkommitté men misslyckades och inlämnade sitt avsked. 1871 blev han stadsfullmäktig i Paris och 1875 stadsfullmäktiges ordförande. En av hans första åtgärder som sådan var att anhålla om amnesti för kommunarderna, och framhöll att kommunardupproret från början endast var ett utbrott av besviken patriotism hos Paris befolkning. 1876 blev han deputerad och tog på nytt säte bland det yttersta liberalerna. Han bekämpade den reaktionära regeringen av 16/5-1876 och senare även Jules Ferrys kolonialpolitik. Under Jules Grévys presidenttid växte hans rykte som "ministerstörtare". Clemenceau erbjöds själv en ministerportfölj, vilken han dock avböjde. 1880 grundade han tidningen La Justice som organ för den stridbara radikalismen. Han var med om att avslöja Wilsonskandalen men avböjde därefter erbjudandet att vid Grévys avgång själv bilda regering. Han var till en början anhängare av general Boulanger, men började senare bekämpa denne, då han såg högern utnyttja honom.
Under Panamaskandalen utsattes han på grund av sitt samröre med finansmannen Cornelius Herz för hård kritik och uteslöts från det politiska livet under flera år. Vid valen 1893 förlorade han sin plats i nationalförsamlingen. Hans motstånd mot den fransk-ryska alliansen bidrog även den till hans impopularitet. Han lyckades dock fortsätta utgivandet av tidskriften La Justice fram till 1897, då han ingick som journalist vid L'Aurore, där Zola publicerade sitt brev J'accuse. Rubriken till artikeln var Clemenceaus uppslag. Clemenceau blev därefter en av de mest aktiva deltagarna i försvarskampanjen för Alfred Dreyfus och i striden mot den nationalistiska och antisemitiska rörelsen.
Under denna tid utmärkte han sig för en omfattande litterär produktivitet. Han publicerade bland annat Le grand Pan (1896), Au fil des jours (1900), samt en teaterpjäs, Le Voile du bonheur (1901). 1901-02 utgav han en mindre, starkt aggressiv veckotidning, Le Bloc. 1902 blev han efter nästan nio års frånvaro från parlamentet vald till senator, och kom 13 mars 1906 själv till makten som inrikesminister i Ferdinand Sarriens regering. I 1906 års val, som försiggick medan han satt som inrikesminister, fick hans parti, radikala partiet, stora framgångar. Under en gruvarbetarstrejk i Pas-de Calais lät han med trupper skydda de arbetare som fortsatte arbetet. Under en interpellation i frågan gick han till skarpt angrepp mot socialistledarna och främst Jean Jaurès, och ordduellen mellan de båda blev mycket ryktbar. Debatten blev inledningen till en kommande brytning mellan det socialistiska och det radikala partiet. Clemenceau blev den som upphävde domen över Dreyfus och återinsatte denne och Georges Picquart på sina tidigare poster inom armén. Sedan Ferdinand Sarrien avgått, blev Clemenceau 1906 ledare för det radikal-socialistiska partiet och konseljpresident samtidigt som han bibehöll inrikesministerportföljen.
Clemenceau var regeringschef (konseljpresident) 1906-1909. Clemenceau företog 1910 en föredragsresa i Sydamerika och återupptog efter hemkomsten sin traditionella roll som ministerstörtare. Han hade väsentlig andel i ministären Caillaux’ fall 1912 och ministären Briands 1913.

### Första världskriget
Under första världskriget var Clemenceau en stark kritiker av hur kriget sköttes. I sin nya tidning L’homme libre kritiserade han med hänsynslös skärpa en del brister i militärförvaltningen. Tidningen utsattes därför för ideliga ingrepp av censuren och Clemenceau ändrade tidningens namn till L’homme enchainé ("Den fjättrade mannen"). Mot regeringarna under de första krigsåren haglade där ständiga angrepp, och som ordförande i senatens utrikesutskott och utskott för krigsärenden kämpade Clemenceau för energiskare krigföring och undertryckande av all propaganda för en samförståndsfred med Tyskland, vilket han ansåg vara tecken på nästan högförrädisk modstulenhet ("defaitism").
Av folkstämningen utpekades han allt tydligare såsom den ende möjlige att bli "segerns organisatör", och efter regeringen Painlevés fall blev han, vid 76 års ålder, 17 november 1917 konseljpresident och krigsminister (med Pichon som utrikes-, Klotz som finans- och Loucheur som ammunitionsminister). Hans kraftfulla ledarskap under krigets sista år gav honom hedersnamnet Père la Victoire - Segerns fader.
Under fredskonferenserna i Paris drev han en hård, traditionellt maktpolitisk, linje och var missnöjd med Versaillesfreden eftersom han velat införliva Rhenlandet med Frankrike. Clemenceau avgick som regeringschef i januari 1920.